# Naturschutzgebiet Brembachtal
Das Naturschutzgebiet Brembachtal ist ein 13,08 ha großes Naturschutzgebiet (NSG) östlich von Züschen im Stadtgebiet von Winterberg. Das Gebiet wurde 2008 mit dem Landschaftsplan Winterberg durch den Hochsauerlandkreis als (NSG) ausgewiesen. Das NSG besteht aus einer nördlichen und einer südlichen Teilfläche.

## Beschreibung
Das NSG umfasst die Tallagen des Brembachtales mit ihrem Grünland. Das Grünland wird meist mit Rindern beweidet. Neben Nassgrünland am Brembach befinden sich Magerweiden am Talhang im NSG.